# هریسون گرین
هریسون گرین (انگلیسی: Harrison Greene؛ ‏ ۱۸ ژانویهٔ ۱۸۸۴ – ۲۸ سپتامبر ۱۹۴۵) بازیگر اهل ایالات متحده آمریکا بود.
از فیلم‌هایی که وی در آن نقش داشته‌است، می‌توان به فرودگاه مرکزی، تنسی جانسون، دیوانگان رقص و گلادیاتور اشاره کرد.